# Transporte y comunicaciones del Sultanato de Omán

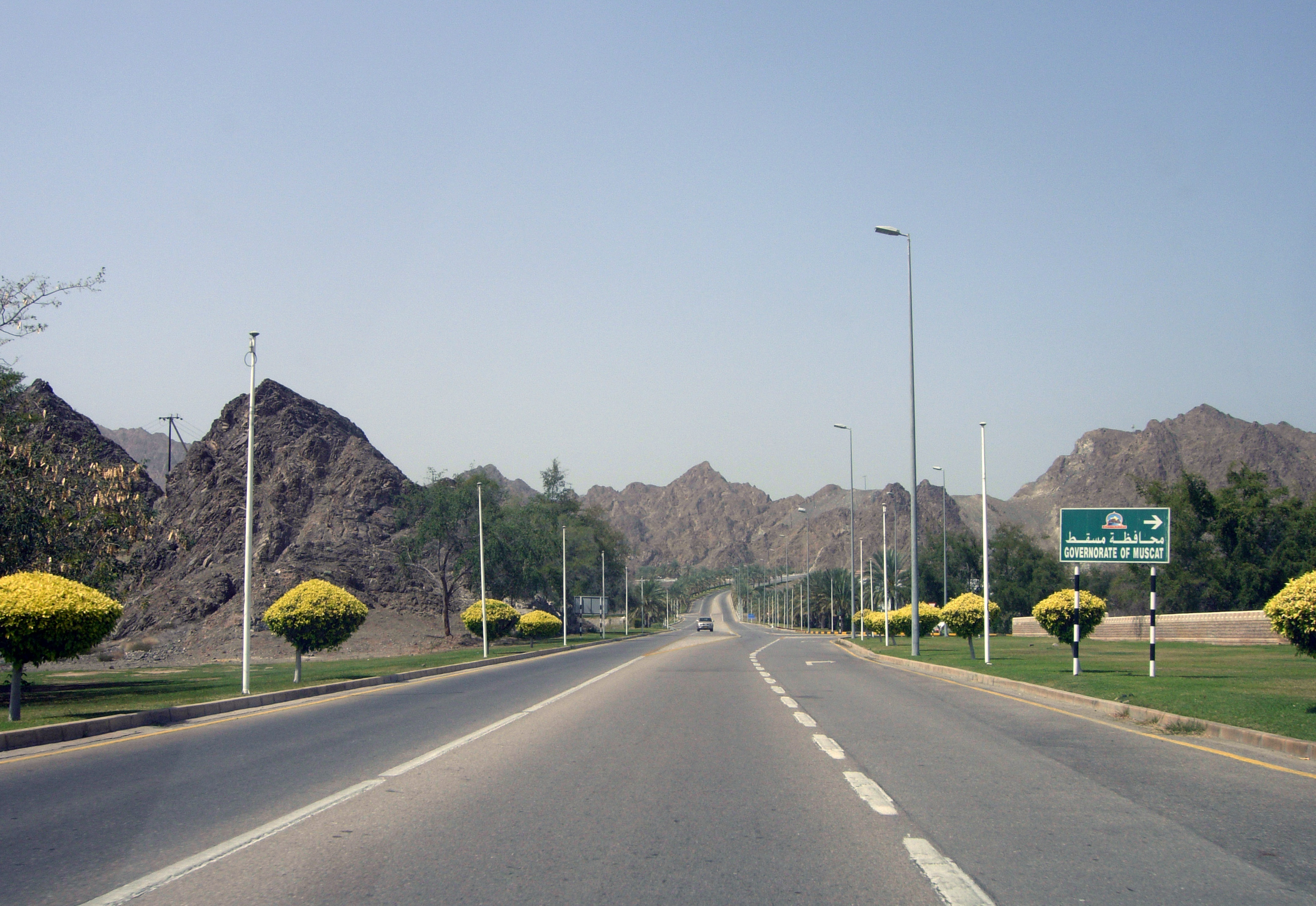
Una vista desde una carretera en el Sultanato de Omán.

El Sultanato de Omán posee una red de autopistas y carreteras, cuya extensión prevé ampliar a partir de 2017. El sector del transporte por carretera está afiliado al Ministerio de Transporte y Comunicaciones de Omán, encargado de la construcción, pavimentación y mantenimiento de las carreteras, así como del desarrollo de infraestructuras para satisfacer las necesidades de transporte de la población y el crecimiento urbano dentro del país.

## Transporte terrestre

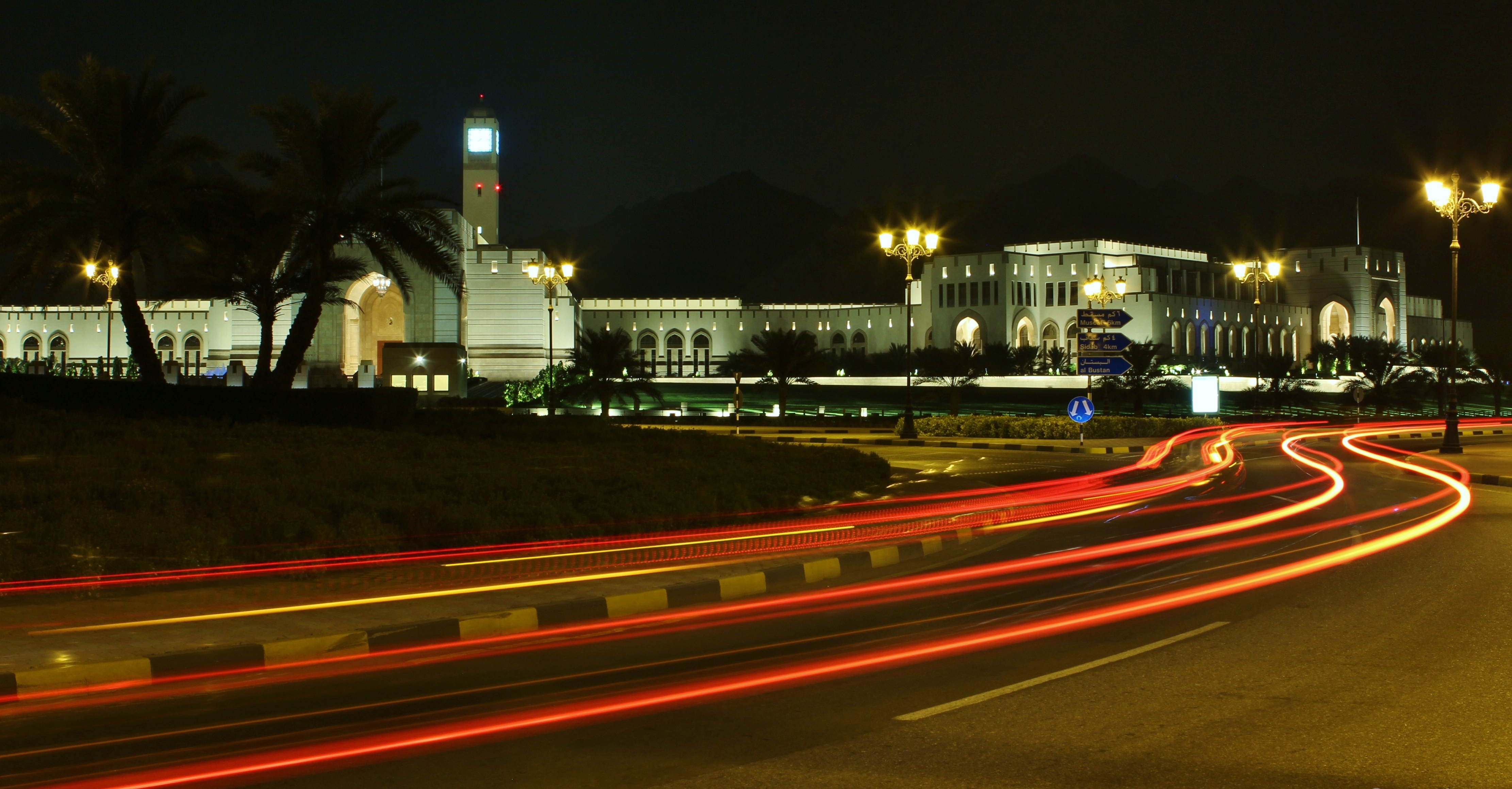
Vista nocturna de una carretera en el Sultanato de Omán.

El sector del transporte está trabajando para expandir la red de carreteras principales y secundarias y modernizar sus infraestructuras, aumentando la eficiencia de las mismas. Al mismo tiempo, la seguridad del tráfico ha cobrado especial relevancia durante el diseño y la implementación de las nuevas vías. Gracias a la expansión vial del Sultanato, las áreas rurales han podido conectarse con los centros urbanos del país. El sector también mantiene una red permanente de caminos de tierra y asfalto para mantener sus grandes inversiones y la seguridad de los usuarios de la carretera, además de reducir el coste de operar con vehículos. 
La longitud total de las carreteras pavimentadas, de asfalto, grava y tierra alcanzó casi los 20 500 km a finales de 1998, en comparación con los 1710 km que había en 1970. En 1998, la longitud de las carreteras de asfalto era de 6329 km, la de los caminos de grava 1047 km y la de los caminos de tierra 12 941 km.

## Transporte marítimo

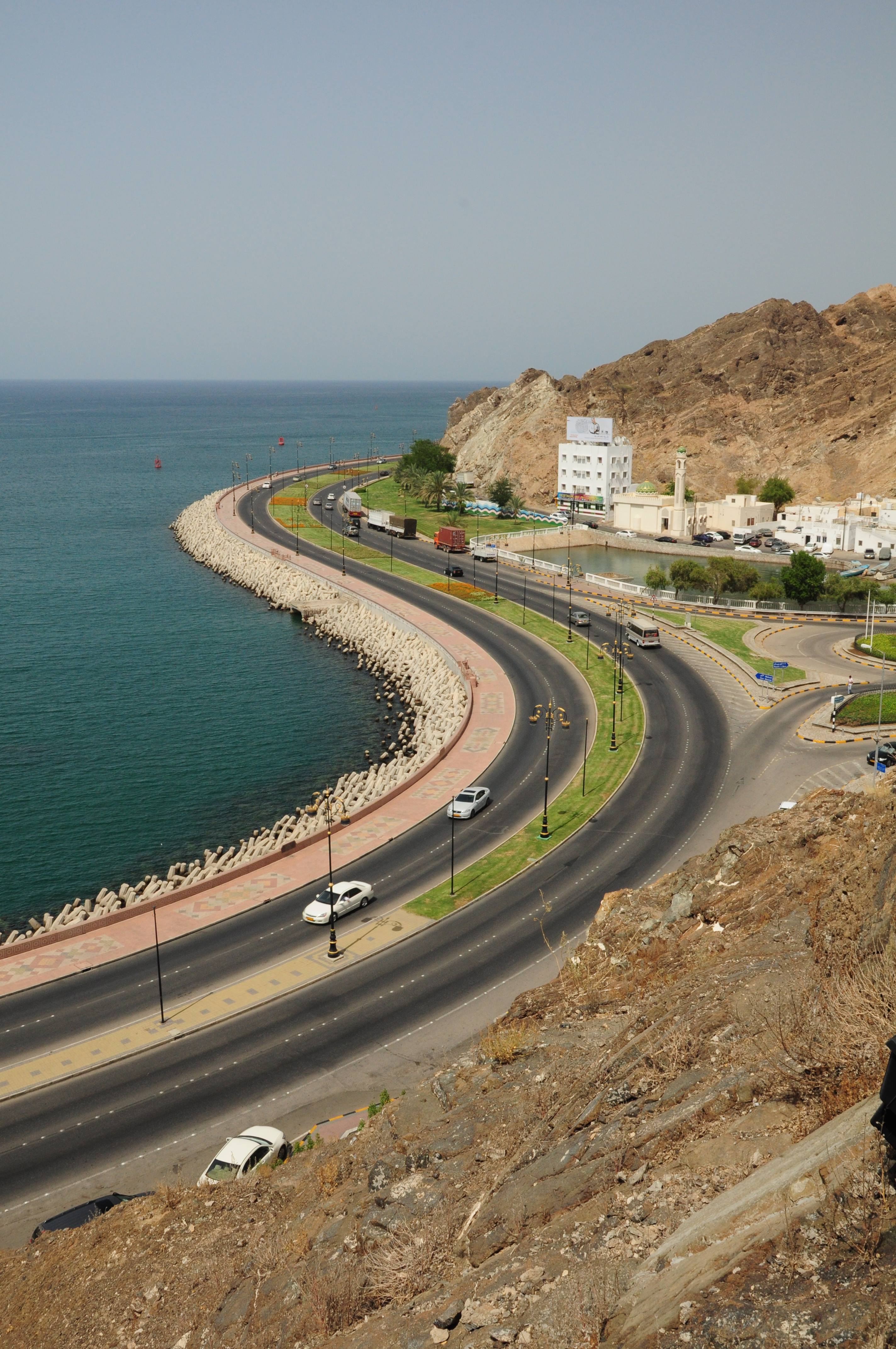
El sector del transporte en el Sultanato de Omán ha sido testigo de un notable desarrollo en las últimas décadas.

El plan de desarrollo para el sector portuario en Omán se basa en dos ejes principales: explotar la ubicación estratégica de Omán en las líneas marítimas internacionales y desarrollar las capacidades del transporte marítimo, el almacenamiento y los servicios en los puertos del país. El objetivo de este plan es responder a las necesidades que surgen a raíz del desarrollo económico y transformar el país en un centro vital en el ámbito regional. 
El Puerto Sultán Qabus, en Matrah, es el principal puerto del país en términos de exportación e importación, ya que puede recibir buques de gran calado y buques portacontenedores de tercera generación, simplificando los procedimientos y aumentando las concesiones de buques y transportistas.  
El 1 de diciembre de 1998 comenzó la primera fase del proyecto para desarrollar el Puerto de Salalah, que pretendía aumentar su dominio del Océano Índico, así como expandir y aumentar su capacidad. Dicho puerto se encuentra en la ruta comercial este-oeste que conecta Europa y Asia, una de las principales rutas comerciales del mundo. Así pues, el puerto sirve al tráfico comercial regional e internacional en las costas de África Oriental, Europa y Asia Meridional y Oriental.  
El sector portuario también ha tomado medidas para poner en práctica el proyecto del puerto de Sohar en la costa de la región de Al Batinah con el objetivo de convertirlo en un gran puerto capaz de servir a la creciente actividad industrial en Sohar, y para estimular el comercio y la economía nacional. El diseño del puerto ha tenido en cuenta la importancia de la industria en la región, donde se localizan los centros de industria pesada más importantes del Sultanato, en el sector del hierro, el cobre, el aluminio, y la industria química. El puerto tiene un área de 40 kilómetros cuadrados y engloba 9 atracaderos: dos de 315 metros para carga general a granel, uno de 285 metros para contenedores, otro de 150 metros para mercancías pesadas, y un último de 200 metros para buques gubernamentales. También se ha firmado un acuerdo para construir un rompeolas en el puerto.

## Transporte aéreo
El sector de la aviación y el transporte aéreo ha experimentado un notable desarrollo, en aeropuertos como el Aeropuerto Internacional de al-Seeb o el Aeropuerto Civil de Salalah. Como consecuencia del significativo aumento de viajeros y turistas y la expansión de la actividad económica del país, el Aeropuerto Internacional de al-Seeb ha desarrollado y ampliado sus infraestructuras para satisfacer las necesidades del constante flujo de viajeros a través del aeropuerto. Así, se ha completado el proyecto para mejorar las luces de la pista, y se están mejorando los sistemas de seguridad, rescate y respuesta inmediata en caso de mal funcionamiento. En los últimos años también se han realizado actualizaciones completas de las herramientas, dispositivos, ordenadores y radares del aeropuerto. Asimismo, la importancia y el papel de otros aeropuertos en Omán está aumentando gracias al papel que juega el Aeropuerto Civil de Salalah en el movimiento comercial y turístico de la Gobernación de Dhofar, no solo durante la temporada de otoño sino también durante todo el año. Allí se han desarrollado servicios de navegación aérea y comunicaciones, así como varios sistemas de comunicación por satélite, servicios de extinción de incendios, rescate y meteorología.

## Vías de ferrocarril
No hay ferrocarriles importantes en Omán, pero sí existen planes ferroviarios que unen el Sultanato con sus países vecinos. Asimismo, existe un pequeño tren en la cueva de Kahf al Huta que lleva a los turistas dentro de la gruta en un recorrido de 4 minutos y una distancia de no más de medio kilómetro.